# Kebak (Kebakkramat)
Kebak is een bestuurslaag in het regentschap Karanganyar van de provincie Midden-Java, Indonesië. Kebak telt 4783 inwoners (volkstelling 2010).